# Roel van Oosten
Roel van Oosten (Den Haag, 14 juni 1958) is een Nederlands componist.

## Opleiding
Van Oosten studeerde compositie aan het Koninklijk Conservatorium in Den Haag bij Peter Schat en Louis Andriessen, en piano bij Else Krijgsman. Hij kreeg een beurs van het Franse en Nederlandse Ministerie van Cultuur in 1984 om verder te kunnen studeren bij de Franse componiste Betsy Jolas. In Parijs volgde hij ook de analyse- en compositieklas aan het te Conservatoire National Supérieur de Musique. In 1987 werd Van Oosten geselecteerd om een jaar te wonen in het atelier van de mede-oprichter van de kunstbeweging De Stijl Theo van Doesburg in Meudon, Frankrijk. 

## Activiteiten
De meeste composities van Van Oosten schreef hij in opdracht. Hij schreef werken voor symfonieorkest, kamermuziek, muziektheater, maar ook stukken voor bijzondere gelegenheden zoals de opening van het parlementaire jaar, dansvoorstellingen en kinderconcerten. Zijn stukken werden onder andere gespeeld door het Residentie Orkest, het Noordhollands Philharmonisch Orkest, het Nederlands Balletorkest, het Asko Ensemble, de Slagwerkgroep Den Haag en het Osiris Trio. Van Oosten bracht zijn werk in onder meer Frankrijk, Engeland, China, de Verenigde Staten (Carnegie Hall) en Nieuw-Zeeland. Stukken van hem werden opgenomen voor radio en televisie en opgenomen op cd.

## Prijzen en onderscheidingen
Van Oosten kreeg de Europese AGEC-compositieprijs (prijs van de Europese Koorfederatie) in 2001 voor zijn werk Les Amours voor koor en orkest.

## Trivia
Zijn broer, Ben, is internationaal vermaard concertorganist.